# Законодательное собрание Калининградской области
Законодательное собрание Калининградской области — законодательный однопалатный орган государственной власти Калининградской области, является постоянно действующим высшим и единственным органом законодательной власти области.
14 апреля 2022 года Калининградская областная дума переименована в Законодательное собрание Калининградской области.

## Председатели
| Созыв | Председатель                 | Период руководства                |
| ----- | ---------------------------- | --------------------------------- |
| 1     | Валерий Николаевич Устюгов   | 27 апреля 1994 — 6 октября 1996   |
| 2     | Валерий Николаевич Устюгов   | 30 октября 1996 — 5 ноября 2000   |
| 3     | Владимир Анатольевич Никитин | 28 ноября 2000 — 12 марта 2006    |
| 4     | Сергей Васильевич Булычев    | 6 апреля 2006 — 13 марта 2011     |
| 5     | Марина Эдуардовна Оргеева    | 2 апреля 2011 — 18 сентября 2016  |
| 6     | Марина Эдуардовна Оргеева    | 6 октября 2016 — 19 сентября 2021 |
| 7     | Андрей Михайлович Кропоткин  | 19 сентября 2021 — наст. время    |

## Фракции

### V созыв (2011—2016)
| Фракция                                         | Руководитель                    | Кол-во депутатов |
| ----------------------------------------------- | ------------------------------- | ---------------- |
| Единая Россия                                   | Оргеева, Марина Эдуардовна      | 22               |
| КПРФ                                            | Ревин, Игорь Алексеевич         | 6                |
| ЛДПР                                            | Ветошкин, Александр Геннадьевич | 2                |
| Патриоты России                                 | Чесалин, Михаил Юрьевич         | 2                |
| Справедливая Россия                             | Фёдоров, Павел Николаевич       | 2                |
| Депутатское объединение «Гражданская платформа» | Гинзбург, Соломон Израилевич    | 3                |
| Независимые депутаты                            |                                 | 3                |

### VI созыв (2016—2021)
| Фракция             | Руководитель               | Кол-во депутатов |
| ------------------- | -------------------------- | ---------------- |
| Единая Россия       | Оргеева, Марина Эдуардовна | 29               |
| ЛДПР                | Мишин, Евгений Викторович  | 4                |
| КПРФ                | Ревин, Игорь Алексеевич    | 4                |
| Справедливая Россия | Фёдоров, Павел Николаевич  | 1                |
| Патриоты России     | Чесалин, Михаил Юрьевич    | 1                |
| Внефракционные      |                            | 1                |

### VII созыв (2021—н.в.)
| Фракция             | Руководитель                 | Кол-во депутатов |
| ------------------- | ---------------------------- | ---------------- |
| Единая Россия       | Кропоткин, Андрей Михайлович | 29               |
| КПРФ                | Буланов, Максим Васильевич   | 6                |
| ЛДПР                | Мишин, Евгений Викторович    | 2                |
| Справедливая Россия | Шитиков, Юрий Владимирович   | 2                |
| Партия пенсионеров  | Грибов, Иван Николаевич      | 1                |

## Комитеты
- Комитет по экономической политике и развитию инфраструктуры
- Комитет по сельскому хозяйству, землепользованию, природным ресурсам и охране окружающей среды
- Комитет по социальной политике, здравоохранению, образованию, культуре и спорту
- Комитет по законодательству, государственному строительству, местному самоуправлению и Регламенту
- Комитет по международным и межрегиональным отношениям, по безопасности и правопорядку
- Комитет по бюджету, налогам и финансам[5]